# Federazione pallavolistica di Barbados
La Federazione barbadiana di pallavolo (eng. Barbados Volleyball Association, BVA) è un'organizzazione fondata per governare la pratica della pallavolo a Barbados.
Organizza il campionato maschile e femminile, e pone sotto la propria egida la nazionale maschile e femminile.
Ha aderito alla FIVB nel 1988.